# Lelievlet

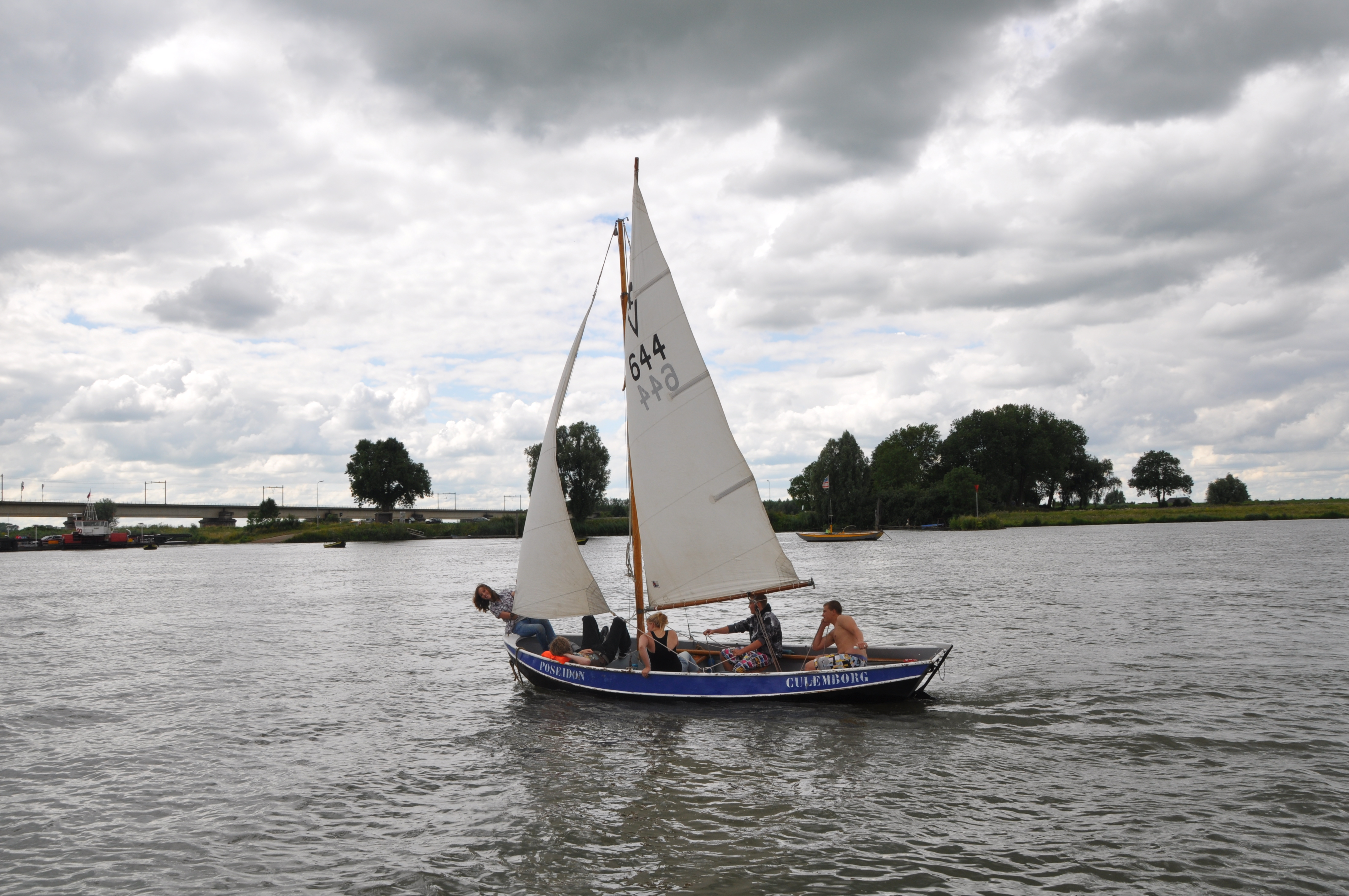
Lelievlet no Lek

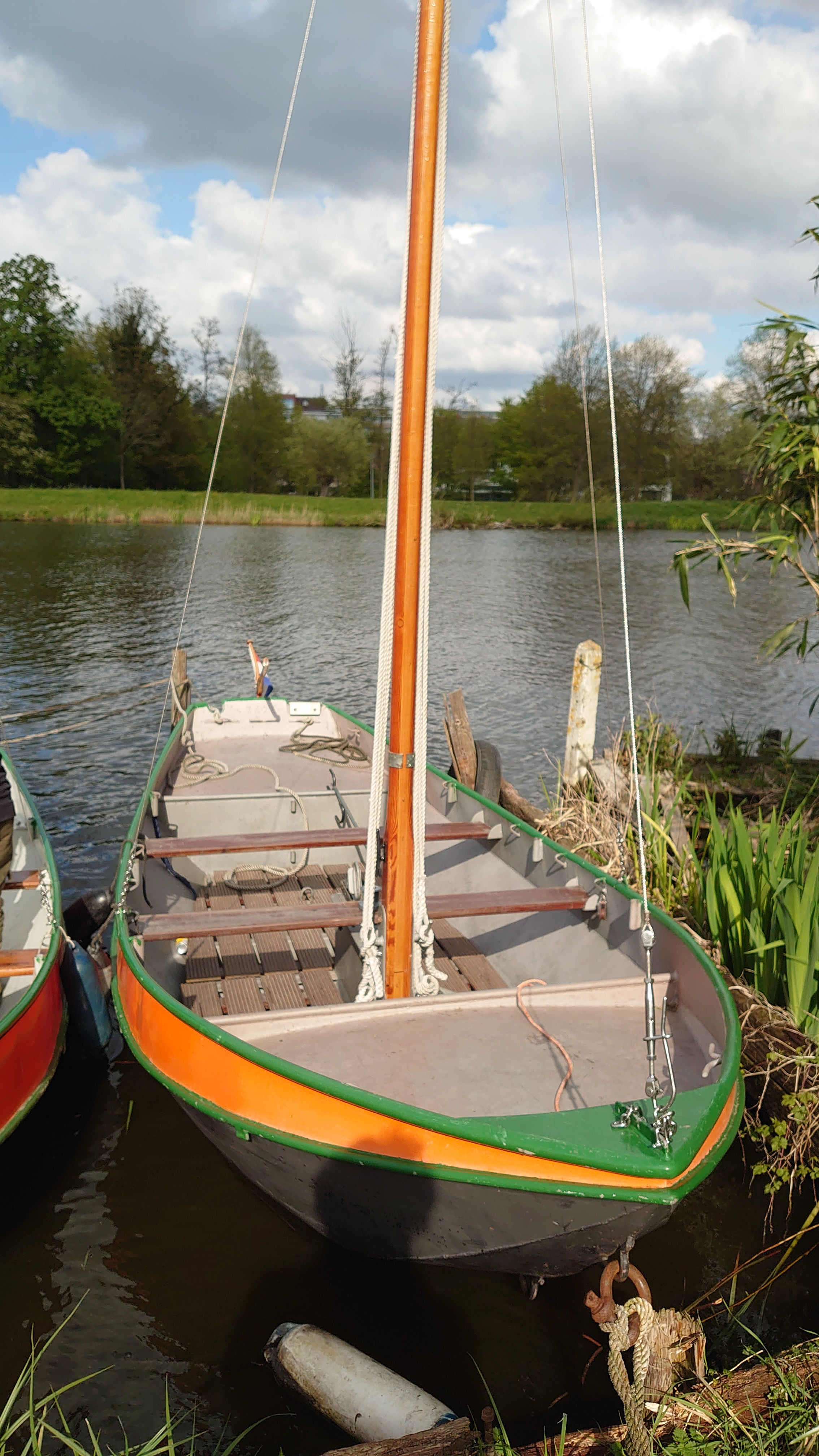
Lelievlet atracado

O Lelievlet é o barco de aço à vela, remo e ginga mais comumente usado pelos grupos escoteiros da modalidade do mar do Scouting Nederland, dos Países Baixos. o Lelievlet é baseado no Beenhakkervlet.
O nome é derivado do tradicional logotipo do escotismo, o flor-de-lis, “lelie” em holandês. O flor-de-lis é o principal símbolo do movimento escoteiro. Um vlet é um tipo de bote tradicional holandesa.

## Dimensões
- Comprimento: 5,60 m
- Largura: 1,80m
- Altura: 5,60 m
- Média peso: 650 kg (estrutura)
- Média peso: 900/1000 kg (equipamento completo)
- Área de vela: 12,15 m²
- Calado: 0,30 m

## História

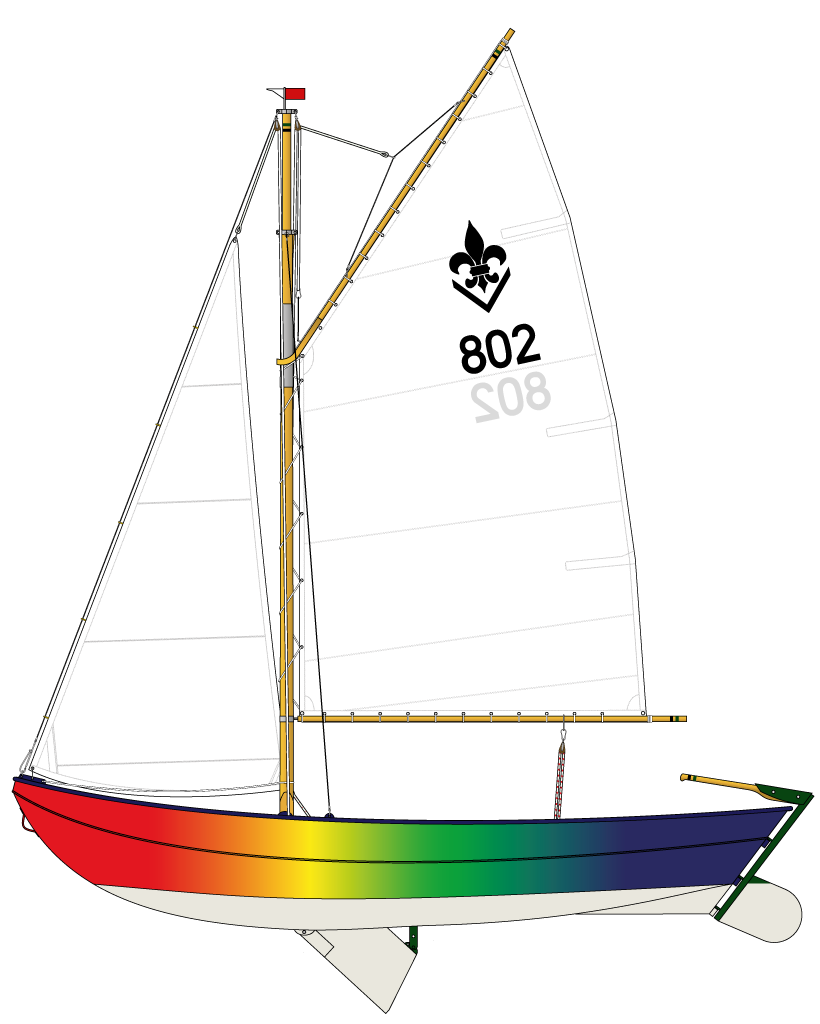
Lelievlet

Até a década de 1950, todos os tipos de barcos eram usados por grupos escoteiros da modalidade do mar. Frequentemente, eram botes salva-vidas da Marinha descartados ou barcos a remo de marca e tipo desconhecidos. Esses barcos eram quase sempre feitos inteiramente de madeira, o que significava que a manutenção custava muito tempo e dinheiro. Também era difícil substituir peças porque os barcos muitas vezes estavam desatualizados.
Na década de 1950, mais grupos escoteiros da modalidade do mar foram fundados e assim a procura por equipamento de navegação aumentou. Por isso começaram a procurar um tipo de barco adequado para os escoteiros. Um barco padrão influenciaria o preço de compra, quanto mais barcos desse tipo houver, menor será o preço. Outra vantagem de um tipo de barco padrão para todos os grupos é que as competições de vela e remo podem ser realizadas entre si porque os barcos são da mesma classe.
Este barco deveria atender aos seguintes requisitos:
- tinha que ser navegável à vela
- Tinha que poder ser remado por 6 pessoas com espaço suficiente para sentar
- tinha que ser possível de ir à ginga

Em 1949, chegou o primeiro barco padrão, o Lelieschouw . Os custos de produção e manutenção eram relativamente elevados, por isso em 1955 chegaram a outro tipo de navio: o Beenhakkervlet.
Pouco depois da guerra, Teunis Beenhakker, de Kinderdijk, projetou um bote a remo e ginga para embarcações fluviais. Os grupos gostaram do desenho e o Sr. A.L.J. Stockmann, chefe do Grupo Titus Brandsma em Breda e comissário dos Escoteiros Católicos, modificou-o para que também pudesse ser usado como veleiro. Incluía um mastro, uma bolina e duas caixas de ar. Em 1956, Teunis Beenhakker construiu dois barcos de teste. Ele fez dois vlets quase idênticos: um de 4,60 metros e outro de 5,60 metros. A vela era do mesmo tamanho em ambos os barcos: 12,5 m². No final das contas, o barco de 5,60 metros foi selecionado como o mais adequado. 
O protótipo (número 0) foi reconstruído e adaptado diversas vezes para atender aos requisitos: - As caixas de ar foram ampliadas, tornando o Lelievlet inafundável. - A altura do mastro foi redefinida para 5,50 metros. - A área de vela para 12/m3. - O número de vagas de remo foi ampliado de 4 para 6. Após extensos testes, o Lelievlet número 1 foi entregue ao Grupo Titus Brandsma em 12 de junho de 1955. 
O Lelievlet foi, como previsto, um grande sucesso. Até 2006, aproximadamente 1.550 Lelievlets foram construídas nos Países-Baixos. O Lelievlet número '1' ainda existe e ainda navega sob a bandeira do Grupo Titus Brandsma de Breda.

## Internacional
O Lelievlet é principalmente usado nos Países-Baixos, mas também há Lelievlets em uso com grupos escoteiros da Bélgica, Irlanda e Grécia. 

## Lelievlet Júnior
Existem muitos grupos escoteiros que também vão para a água com membros mais jovens. Várias embarcações são utilizadas por esses jovens escoteiros. Um navega com o Lelievlet normal, o outro com canoas, barcos a remo ou um pequeno barco à vela (por exemplo Optimist). Um vlet adaptado foi criado, chamado Juniorvlet. Este vlet é um pouco menor do que o vlet padrão e, portanto, mais fácil de manusear para jovens escoteiros.

### Dimensões
- Comprimento: 4,00m
- Largura: 1,62m
- Área total de vela: 7,00 m²
- Área da vela grande: 4,60 m²
- Área da lança: 2,40 m²
- Peso: 350 kg
- Comprimento do mastro: 4m
- Máx. número de pessoas: 6 jovens escoteiros

As características externas são basicamente as mesmas do Lelievlet.

## Eco-vlet
A Lelievlet de ferro comum é relativamente pesada, pesada e requer manutenção prejudicial ao meio ambiente todos os anos. Foi desenvolvida uma Lelievlet leve e de fácil manutenção feita de plástico reciclado, a Eco-vlet. O primeiro foi lançado em 2022.